# 以色列海军
以色列海军是以色列国防军的海軍軍種。海军总部位于特拉维夫。以色列海军主要负责防御来自地中海以及红海的战略威胁。

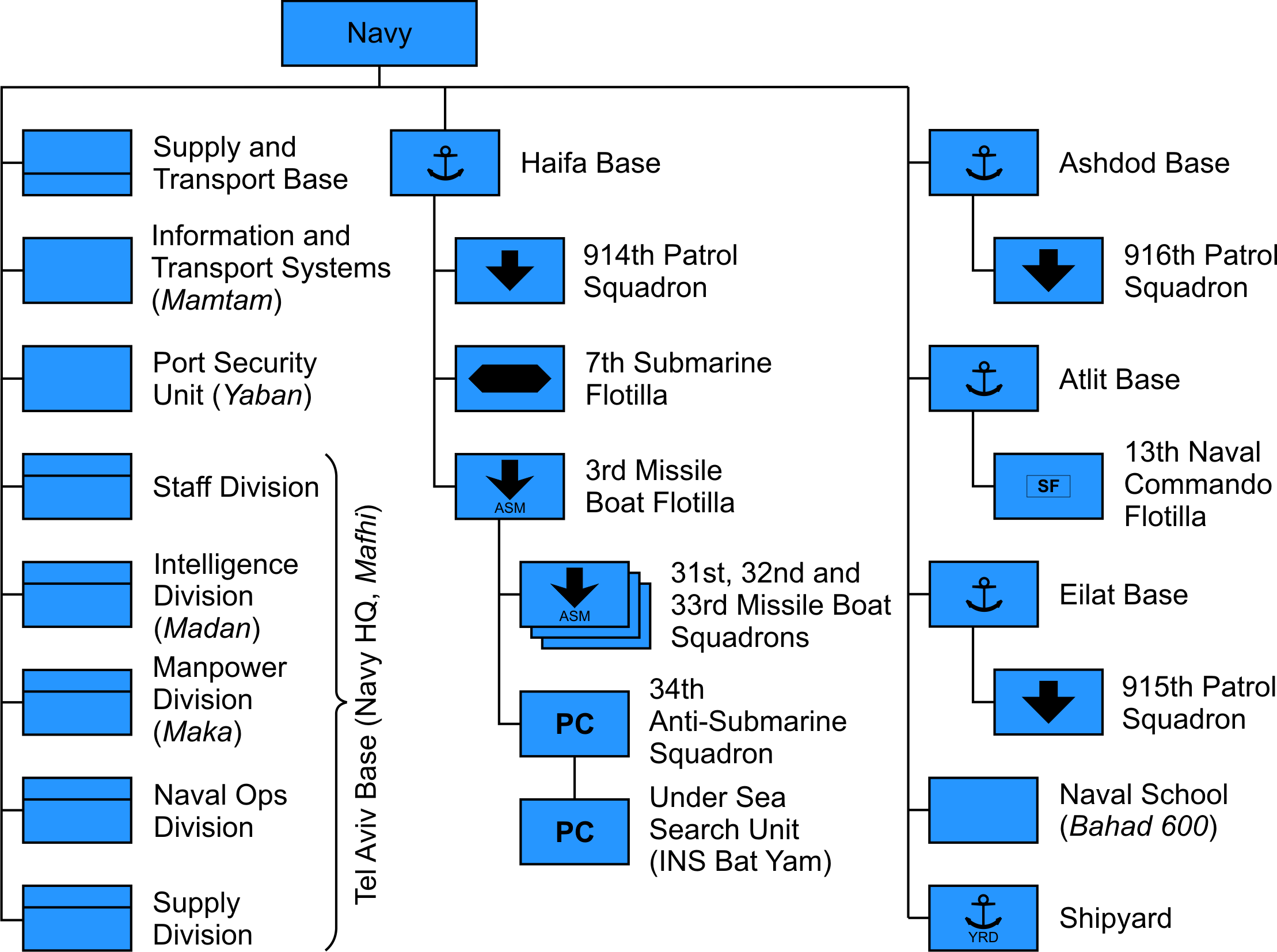
以色列海军体系

## 海军建制
- 海军第3突击队，导弹快艇突击队，位于海法
- 海军第7突击队
- 海军第13突击队

## 军事基地
- 海法
- 阿特里特
- 阿什杜德
- 埃拉特

## 未來發展

### 水面艦艇
就未來水面艦的發展，在美國瀕海戰鬥艦因爲費用高昂而不再受關注後，以海軍有如下幾種選擇：
1. 購買德國MEKO型護衛艦延伸的萨尔6型护卫舰
2. 建造薩爾5型護衛艦的擴大版
3. 購買韓國仁川级护卫舰

- 已於2015年決定並向德國訂購4艘薩爾6型護衛艦，並由德国海军造船厂（英语：German Naval Yards Holdings）與蒂森克虜伯海洋系統製造，自2020年開始服役[2]，单价约4.3亿欧元[3]。以色列政府承担三分之二造价，德国政府支付三分之一造价。[4]

### 潛艦
以色列2022年1月20日宣布與德國政府達成協議，將斥資約30億歐元，向蒂森克虜伯公司（Thyssenkrupp）購買3艘潛艦。

## 以色列海军司令列表
- Gershon Zak, 1948–1949
- Paul Shulman, 1949
- Shlomo Shamir, 1949–1950
- Mordechai Limon, 1951–1954
- Shmuel Tankos, 1954–1960
- Yohai Bin-Nun, 1960–1966
- Shlomo Arel, 1966–1968
- Avraham Botzer, 1968–1972
- Benjamin Telem, 1972–1976
- Michael Barkai, 1976–1978
- Ze'ev Almog, 1979–1985
- Avraham Ben-Shoshan, 1985–1989
- Micha Ram, 1989–1992
- Ami Ayalon, 1992–1995
- Alex Tal, 1995–1999
- Yedidya Yaari, 1999–2004
- David Ben Ba'ashat, 2004–2007
- 埃利泽·马罗姆（Eliezer Marom）, 2007–2011
- Ram Rothberg, 2011–2016
- 艾利·沙威特 2016-